# Burchardia congesta
Burchardia congesta är en tidlöseväxtart som beskrevs av John Lindley. Burchardia congesta ingår i släktet Burchardia och familjen tidlöseväxter. Inga underarter finns listade i Catalogue of Life.